# Austromegabalanus psittacus
Az Austromegabalanus psittacus az állkapcsilábas rákok (Maxillopoda) osztályának Sessilia rendjébe, ezen belül a tengerimakkok (Balanidae) családjába tartozó faj.

## Előfordulása
Az Austromegabalanus psittacus előfordulási területe a Csendes-óceán keleti részén van, Chile és Peru partjainál. A legnagyobb állománya a chilei Los Lagos régiónál található. A Calbuco, Carelmapu és Puerto Montt nevű városok partjainál ipari mértékben gyűjtik be.
Chilében, ahol nagy érdeklődésnek örvend a tenyésztésével kísérleteznek. A chileiek Japánba is akarnak exportálni belőle.

## Megjelenése
Hatalmas állkapcsilábas rákfaj, amely akár 30 centiméter magasra is megnő. A kúp alakú héja 12 nagy, kalcit kristályokból álló lemezből tevődik össze. A kúp töve egy szilárd felületre tapad. A kúp tetején egy nyitogatható héjfedö (operculum) van. Az Austromegabalanus psittacus ezen keresztül dugja ki a kacslábait, hogy táplálkozni tudjon. Az állat fehér testén lila és barna minták vannak.

## Életmódja
Az Austromegabalanus psittacus az apálytérségben él. Egy négyzetméteren akár 1000 példány is lehet. Tápláléka a vízben sodródó planktonok.

## Szaporodása
Az állat hímnős, de a megtermékenyítést egy másik, a közelben tartózkodó példány végzi. Az egyik állat pénisze behatol egy másik Austromegabalanus psittacus héja alá, majd leadja a spermát. A petéből való kifejlődés, a felnőtt állat testében történik meg, körülbelül 3-4 hét alatt. Az első fejlődési stádiumában az állat úgynevezett naupliusz-lárva, ez 1 milliméter hosszú és szabadon úszik. 45 napon keresztül még hatváltozáson megy keresztül; ebből a legutolsó a cypris-lárva állapot. A cypris-lárva egy kemény felületet választ és véglegesen letelepszik. Sokszor olyan nagy sűrűségben telepednek le egy helyen, hogy más ilyenfajta állatoknak nem hagynak helyet.

### Fordítás
- Ez a szócikk részben vagy egészben  az   Austromegabalanus psittacus című angol Wikipédia-szócikk ezen változatának fordításán alapul.  Az eredeti cikk szerkesztőit annak laptörténete sorolja fel. Ez a jelzés csupán a megfogalmazás eredetét és a szerzői jogokat jelzi, nem szolgál a cikkben szereplő információk forrásmegjelöléseként.